# Youssoufia (Maroc)
Pour les articles homonymes, voir Youssoufia.
Youssoufia ou Louis-Gentil  (en arabe : اليوسفية ; en berbère : ⵍⵢⵓⵙⵓⴼⵢⵢⴰ[réf. nécessaire]) est une ville et commune — municipalité — marocaine, chef-lieu de la province de Youssoufia, dans la région de Marrakech-Safi.

## Géographie
Youssoufia est située à 60 km de Benguérir, 90 km à l’est de Safi, 100 km de Marrakech et 230 km au sud de Casablanca.

## Histoire
L'histoire de la ville a commencé en 1931 avec le début d'exploitation d'un gisement de phosphate qui portait le nom du professeur français Louis Gentil et qui reste toujours la principale source économique de la ville. Ce gisement est classé deuxième en importance au Maroc après celui de Khouribga, le Royaume étant le premier exportateur et troisième producteur mondial de Phosphate. Le gisement de phosphate de Youssoufia est constitué de deux types de minerais. Un phosphate « clair » contenant peu de matières organiques. Mis en valeur à la fin des années 1960, le phosphate « noir » est, quant à lui, riche en matières organiques. Le potentiel d’extraction avoisine les 1,2 million de tonnes de phosphate par an. L’exploitation en souterrain est mécanisée à 100 %. Depuis 1998, le Groupe OCP exploite également la mine de Bouchane (Recette 6), située à 40 km du site de Youssoufia. L’extraction du phosphate en découverte est réalisée au moyen de Bulls. La production est ensuite traitée entièrement à Youssoufia. Depuis mai 2005 la totalité du phosphate est extrait en découverte. Le centre de Youssoufia dispose de 3 types d’usines pour le traitement du phosphate, à savoir l’usine de séchage, l’usine de calcination et l’usine de lavage-flottation. Le phosphate traité à Youssoufia est acheminé par train à Safi, soit en vue de son exportation, soit en vue de son utilisation dans les usines de fabrication d'engrais et d'acide phosphorique.
Le centre minier de Youssoufia constitue un ensemble intégré doté de toute l'infrastructure technique et sociale nécessaire en vue d'assurer la mise en valeur du gisement, la continuité de son exploitation et le développement économique de la région. Le potentiel d’extraction est actuellement de 1,4 million de tonnes de minerai sec et marchand et le potentiel de traitement final est actuellement de 7,3 millions de tonnes sec et marchand par an. La ville est connue également pour la qualité de son équipe de gymnastique qui a gagné plusieurs championnats du Maroc. Après les grèves des phosphatiers du 1986 à Youssoufia, l'état a procédé à une politique de marginalisation totale de la ville(..)

## Démographie
D'après les recensements, la population légale de Youssoufia est passée de 60 451 à 64 518 habitants de 1994 à 2004, puis à 67 628 en 2014.

## Personnalités liées à la ville
- Ismahane Elouafi, chercheuse en agriculture.
- Naïma El Ghouati, gymnaste.
- Badr Benoun, footballeur professionnel.